# Madalaine
Madalaine es el sencillo debut de la banda estadounidense heavy metal Winger, de su álbum debut homónimo  Winger . Lanzada en 1988, la canción alcanzó el puesto # 27 en Mainstream Rock Tracks, Billboard charts. Según Kip Winger, fue una de las primeras cuatro canciones que él y su compañero de banda Reb Beach escribieron cuando se reunieron por primera vez, basado en un puñado de riffs que Reb tenía cuando era más joven. Kip descubrió la mejor manera de organizar los riffs, permitiendo a la pareja completar la canción.

## Video musical
El video musical de la canción fue dirigido por Wayne Isham, y Beau Hill que ha dirigido otros videos de la banda, incluyendo "Headed for a Heartbreak", "Hungry", "Seventeen", "Go To Hell" y "Poison Angel". El video fue difundido masivamente por MTV, en el que contiene imágenes de los miembros de la banda interpretando la canción intercalado con las escenas de Last Action Hero. El video sirvió para promover tanto la canción como banda.